# Taliyah Brooks
Taliyah Brooks (Wichita Falls, 8 febbraio 1995) è una multiplista statunitense.

## Biografia
Veste per la prima volta la maglia della nazionale statunitense nel 2016, quando conquista la medaglia d'oro nell'eptathlon ai campionati nord-centroamericani e caraibici di San Salvador. Nel 2023 prende parte ai campionati mondiali di Budapest, dove però non riesce a completare tutte le sette gare che compongono l'eptathlon.
Ai Giochi olimpici di Parigi 2024 si classifica undicesima nell'eptathlon, mentre nel 2025 conquista la medaglia di bronzo nel pentathlon ai campionati mondiali indoor 2025.

## Progressione

### 60 metri piani
| Stagione | Tempo   | Luogo        | Data      | Rank. Mond. |
| -------- | ------- | ------------ | --------- | ----------- |
| 2020     | 7"63    | Cheb         | 27-8-2020 |             |
| 2018     | 7"41(i) | Fayetteville | 9-2-2018  |             |
| 2018     | 7"41(i) | Fayetteville | 9-2-2018  |             |
| 2017     | 7"54(i) | Fayetteville | 17-2-2017 |             |
| 2015     | 7"70(i) | Fayetteville | 21-2-2015 |             |

### 200 metri piani
| Stagione | Tempo | Luogo        | Data      | Rank. Mond. |
| -------- | ----- | ------------ | --------- | ----------- |
| 2024     | 23"74 | Eugene       | 23-6-2024 |             |
| 2023     | 23"66 | Götzis       | 27-5-2023 |             |
| 2022     | 24"48 | Fayetteville | 6-5-2022  |             |
| 2021     | 23"45 | Baton Rouge  | 1-5-2021  |             |
| 2018     | 23"84 | Fayetteville | 24-3-2018 |             |
| 2017     | 23"88 | Columbia     | 11-5-2017 |             |
| 2016     | 24"16 | Tuscaloosa   | 12-5-2016 |             |
| 2015     | 24"29 | Fayetteville | 11-4-2015 |             |

### 200 metri piani pista corta
| Stagione | Tempo    | Luogo           | Data      | Rank. Mond. |
| -------- | -------- | --------------- | --------- | ----------- |
| 2017     | 24"61(i) | Fayetteville    | 13-1-2017 |             |
| 2016     | 24"35(i) | College Station | 6-2-2016  |             |
| 2015     | 24"58(i) | Fayetteville    | 14-2-2015 |             |

### 800 metri piani
| Stagione | Tempo      | Luogo               | Data      | Rank. Mond. |
| -------- | ---------- | ------------------- | --------- | ----------- |
| 2025     | 2'13"22(i) | Fayetteville        | 15-2-2025 |             |
| 2024     | 2'13"39    | Eugene              | 24-6-2024 |             |
| 2023     | 2'15"02    | Desenzano del Garda | 30-4-2023 |             |
| 2021     | 2'16"39    | Fayetteville        | 25-4-2021 |             |
| 2018     | 2'21"17    | Austin              | 29-3-2018 |             |
| 2017     | 2'17"98    | Austin              | 30-3-2017 |             |
| 2016     | 2'17"66    | Austin              | 31-3-2016 |             |
| 2015     | 2'19"79(i) | Fayetteville        | 14-3-2015 |             |

### 800 metri piani pista corta
| Stagione | Tempo      | Luogo           | Data      | Rank. Mond. |
| -------- | ---------- | --------------- | --------- | ----------- |
| 2025     | 2'13"22(i) | Fayetteville    | 15-2-2025 |             |
| 2023     | 2'23"27(i) | Fayetteville    | 13-1-2023 |             |
| 2018     | 2'22"44(i) | College Station | 9-3-2018  |             |
| 2017     | 2'22"39(i) | College Station | 10-3-2017 |             |
| 2016     | 2'19"06(i) | Fayetteville    | 29-1-2016 |             |
| 2015     | 2'19"79(i) | Fayetteville    | 14-3-2015 |             |

### 60 metri ostacoli
| Stagione | Tempo   | Luogo           | Data      | Rank. Mond. |
| -------- | ------- | --------------- | --------- | ----------- |
| 2025     | 8"05(i) | Fayetteville    | 1-2-2025  |             |
| 2024     | 7"97(i) | Fayetteville    | 9-2-2024  |             |
| 2023     | 8"02(i) | Albuquerque     | 18-2-2023 |             |
| 2021     | 8"03(i) | Fayetteville    | 21-2-2021 |             |
| 2020     | 8"08(i) | Iowa City       | 18-1-2020 |             |
| 2018     | 8"05(i) | College Station | 9-3-2018  |             |
| 2017     | 8"13(i) | College Station | 10-3-2017 |             |
| 2016     | 8"17(i) | Birmingham      | 11-3-2016 |             |
| 2015     | 8"29(i) | Lexington       | 27-2-2015 |             |
| 2014     | 8"80(i) | Fayetteville    | 17-1-2014 |             |
| 2013     | 8"87(i) | Fayetteville    | 12-1-2013 |             |
| 2011     | 8"95(i) | Houston         | 5-2-2011  |             |

### 100 metri ostacoli
| Stagione | Tempo | Luogo        | Data      | Rank. Mond. |
| -------- | ----- | ------------ | --------- | ----------- |
| 2024     | 13"00 | Parigi       | 8-8-2024  |             |
| 2023     | 12"78 | Budapest     | 19-8-2023 |             |
| 2022     | 13"15 | Fayetteville | 6-5-2022  |             |
| 2021     | 12"61 | Eugene       | 19-6-2021 |             |
| 2020     | 12"86 | Doha         | 25-9-2020 |             |
| 2019     | 13"62 | Osaka        | 6-5-2019  |             |
| 2018     | 12"94 | Knoxville    | 13-5-2018 |             |
| 2017     | 13"14 | Columbia     | 11-5-2017 |             |
| 2016     | 13"21 | Eugene       | 10-6-2016 |             |
| 2015     | 13"23 | Starkville   | 15-5-2015 |             |
| 2012     | 14"17 | Austin       | 11-5-2012 |             |
| 2011     | 14"76 | Waco         | 3-5-2011  |             |

### Salto in alto
| Stagione | Misura    | Luogo           | Data      | Rank. Mond. |
| -------- | --------- | --------------- | --------- | ----------- |
| 2025     | 1,78 m(i) | Nanchino        | 21-3-2025 |             |
| 2024     | 1,81 m    | Fayetteville    | 19-4-2024 |             |
| 2023     | 1,84 m    | Eugene          | 6-7-2023  |             |
| 2022     | 1,73 m    | Fayetteville    | 6-5-2022  |             |
| 2021     | 1,84 m    | Eugene          | 26-6-2021 |             |
| 2018     | 1,84 m(i) | College Station | 9-3-2018  |             |
| 2017     | 1,84 m(i) | College Station | 10-3-2017 |             |
| 2016     | 1,83 m(i) | Birmingham      | 11-3-2016 |             |
| 2015     | 1,80 m(i) | Fayetteville    | 14-3-2015 |             |
| 2012     | 1,62 m(i) | Austin          | 11-5-2012 |             |
| 2011     | 1,70 m(i) | Houston         | 5-2-2011  |             |

### Salto in lungo
| Stagione | Misura    | Luogo               | Data      | Rank. Mond. |
| -------- | --------- | ------------------- | --------- | ----------- |
| 2025     | 6,57 m(i) | Fayetteville        | 14-2-2025 |             |
| 2024     | 6,58 m(i) | Fayetteville        | 9-2-2024  |             |
| 2023     | 6,23 m(i) | Fayetteville        | 11-2-2022 |             |
| 2022     | 6,65 m    | Desenzano del Garda | 30-4-2023 |             |
| 2021     | 6,66 m    | Austin              | 26-3-2021 |             |
| 2020     | 6,57 m    | Marsiglia           | 3-9-2020  |             |
| 2019     | 6,07 m    | Baton Rouge         | 20-4-2019 |             |
| 2018     | 6,78 m    | Fayetteville        | 24-3-2018 |             |
| 2017     | 6,50 m    | Eugene              | 10-6-2017 |             |
| 2016     | 6,39 m    | Fayetteville        | 6-5-2016  |             |
| 2015     | 6,28 m    | Eugene              | 11-6-2015 |             |
| 2014     | 5,54 m(i) | Fayetteville        | 10-1-2014 |             |
| 2012     | 5,80 m    | Austin              | 30-3-2012 |             |
| 2011     | 5,81 m    | Houston             | 18-3-2011 |             |
| 2010     | 5,69 m    | Norfolk             | 4-8-2010  |             |

### Getto del peso
| Stagione | Misura     | Luogo        | Data      | Rank. Mond. |
| -------- | ---------- | ------------ | --------- | ----------- |
| 2025     | 14,39 m(i) | Nanchino     | 21-3-2025 |             |
| 2024     | 14,23 m    | Eugene       | 23-6-2024 |             |
| 2023     | 13,45 m    | Budapest     | 29-8-2023 |             |
| 2022     | 13,10 m    | Fayetteville | 6-5-2022  |             |
| 2021     | 12,60 m    | Eugene       | 26-6-2021 |             |
| 2018     | 12,36 m(i) | Fayetteville | 26-1-2018 |             |
| 2017     | 11,99 m    | Columbia     | 11-5-2017 |             |
| 2016     | 11,86 m    | Eugene       | 10-6-2016 |             |
| 2015     | 11,97 m    | Starkville   | 14-5-2015 |             |

### Lancio del giavellotto
| Stagione | Misura  | Luogo               | Data      | Rank. Mond. |
| -------- | ------- | ------------------- | --------- | ----------- |
| 2025     | 39,43 m | Fayetteville        | 12-4-2025 |             |
| 2024     | 41,24 m | Eugene              | 24-6-2024 |             |
| 2023     | 39,00 m | Desenzano del Garda | 30-4-2023 |             |
| 2022     | 38,02 m | Fayetteville        | 7-5-2022  |             |
| 2021     | 38,63 m | Austin              | 26-3-2021 |             |
| 2018     | 36,91 m | Austin              | 29-3-2018 |             |
| 2017     | 37,10 m | Austin              | 30-3-2017 |             |
| 2016     | 36,99 m | San Salvador        | 16-7-2016 |             |
| 2015     | 35,18 m | Eugene              | 11-6-2015 |             |

### Pentathlon pista corta
| Stagione | Punteggio  | Luogo           | Data      | Rank. Mond. |
| -------- | ---------- | --------------- | --------- | ----------- |
| 2025     | 4669 p.(i) | Nanchino        | 21-3-2025 |             |
| 2018     | 4572 p.(i) | College Station | 9-3-2018  |             |
| 2017     | 4580 p.(i) | College Station | 10-3-2017 |             |
| 2016     | 4457 p.(i) | Fayetteville    | 29-1-2016 |             |
| 2015     | 4230 p.(i) | Fayetteville    | 14-3-2015 |             |

### Eptathlon
| Stagione | Punteggio | Luogo               | Data      | Rank. Mond. |
| -------- | --------- | ------------------- | --------- | ----------- |
| 2024     | 6408 p.   | Eugene              | 24-6-2024 |             |
| 2023     | 6330 p.   | Desenzano del Garda | 30-4-2023 |             |
| 2022     | 4291 p.   | Fayetteville        | 7-5-2022  |             |
| 2021     | 6252 p.   | Austin              | 26-3-2021 |             |
| 2017     | 6099 p.   | Columbia            | 12-5-2017 |             |
| 2016     | 5991 p.   | Austin              | 31-3-2016 |             |
| 2015     | 5717 p.   | Eugene              | 11-6-2015 |             |

## Palmarès
| Anno | Manifestazione       | Sede         | Evento     | Risultato | Prestazione | Note                          |
| ---- | -------------------- | ------------ | ---------- | --------- | ----------- | ----------------------------- |
| 2016 | Campionati NACAC U23 | San Salvador | Eptathlon  | Oro       | 5609 punti  |                               |
| 2023 | Mondiali             | Budapest     | Eptathlon  | dnf       | dnf         |                               |
| 2024 | Giochi olimpici      | Parigi       | Eptathlon  | 11ª       | 6258 p.     |                               |
| 2025 | Mondiali indoor      | Nanchino     | Pentathlon | Bronzo    | 4669 p.     | Miglior prestazione personale |

## Campionati nazionali
2015
- In batteria ai campionati statunitensi assoluti, 100 m ostacoli - 13"34 (vento: +1,9 m/s)

2018
- In semifinale ai campionati statunitensi assoluti, 100 m ostacoli - 13"07 (vento: -2,2 m/s)
- 12ª ai campionati statunitensi assoluti, salto in lungo - 6,05 m (-1,7 m/s)

2022
- 9ª ai campionati statunitensi assoluti, eptathlon - 4291 punti

2023
- In finale ai campionati statunitensi assoluti indoor, 60 m ostacoli - dnf
- Argento ai campionati statunitensi assoluti, eptathlon - 6319 punti
- 13ª ai campionati statunitensi assoluti, salto in lungo - 6,12 m (vento: +0,7 m/s)

## Altre competizioni internazionali
2023
- Oro al Multistars ( Desenzano del Garda), eptathlon - 6330 punti
- 6ª al Prefontaine Classic ( Eugene), salto in lungo - 6,45 m (vento: 0,0 m/s)
- Bronzo al Décastar ( Talence), eptathlon - 6181 punti

2024
- Oro al Multistars ( Brescia), eptathlon - 6330 punti